# 天作之盒
《天作之盒》是一部2004年拍攝的香港基督教福音電影，以2003年香港的SARS疫症、張國榮自殺和梅艷芳去世為主題，講述在前線對抗SARS疫症而殉職的謝綺雯醫生（現實人物：謝婉雯）與其丈夫劉俊興（現實人物：陳偉興）的愛情故事。電影由影音使團製作，關信輝導演，謝君豪及蔡少芬主演，2004年4月8日在香港上映。雖為宗教题材的福音電影，但因当時香港仍处于SARS和禽流感陰影，仍吸引不少人观赏。

## 演員
- 謝君豪 飾 Albert（劉俊興）
- 蔡少芬 飾 Joanna（謝綺雯）
- 岑建勳 飾 范智傑醫生
- 鄭佩佩 飾 Joanna 母
- 葉景文 飾 Joanna 父
- 陳嘉儀 飾 Albert 母
- 曹英發 飾 Albert 父
- 伍文生 飾 Albert 弟
- 黃毓民 飾 病人 Newman
- 李日昇 飾 病童樂天
- 張學潤 飾 古董店夫婦
- 瑪利亞 飾 古董店夫婦
- 林　雪 飾 速遞員

## 主題曲
天作之盒的主題曲〈愛是不保留〉(粵文維基百科記載其於2002年推出)，有粵語、普通話、婚禮、英語等多個歌詞版本。曾先後由林志美、關心妍主唱，及張崇德與劉美娟合唱，電影收錄版本為林志美版本，盧永亨作曲及粵語填詞。英語版名稱：《Unreserved Love》 。插曲《彩虹下的約定》，為台灣讚美之泉詩歌作品。

## 外部連結
- 天作之盒電影網站 （页面存档备份，存于）
- 香港影庫上《天作之盒》的資料（繁體中文）
- 时光网上《天作之盒》的資料（简体中文）
- 豆瓣电影上《天作之盒》的資料 （简体中文）
- AllMovie上《天作之盒》的资料（英文）
- 互联网电影数据库（IMDb）上《天作之盒》的资料（英文）